# 스페인령 버진아일랜드

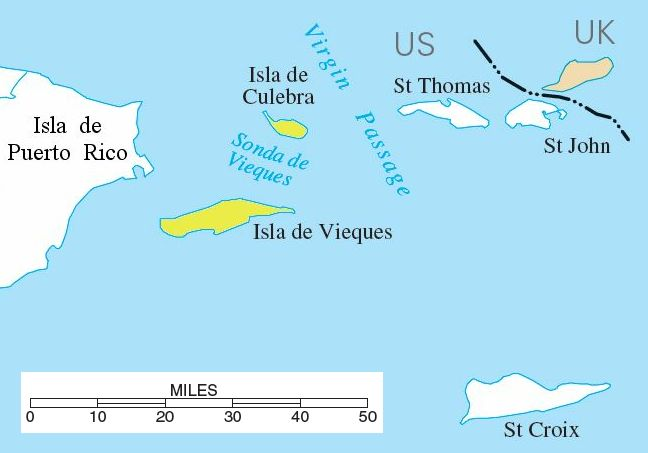
스페인령 버진아일랜드

스페인령 버진아일랜드(Spanish Virgin Islands, Islas Vírgenes Españolas), 공식적으로 파사지제도(Passage Islands, Islas del Pasaje), 또한 푸에르토리코 버진아일랜드(Puerto Rican Virgin Islands, Islas Vírgenes de Puerto Rico), 서버진제도(West Virgin Islands, Islas Vírgenes Occidental)는 비에케스섬과 쿨레브라섬을 포함한 지역으로 푸에르토리코 동쪽에 있다.
이름과 달리 스페인령이 아닌 미국령으로 푸에르토리코의 일부다.

## 같이 보기
- 속령